# Trophonopsis clathratus
Trophonopsis clathratus är en snäckart som först beskrevs av Carl von Linné 1758.  Trophonopsis clathratus ingår i släktet Trophonopsis och familjen purpursnäckor. Inga underarter finns listade i Catalogue of Life.